# The Castaways
The Castaways, amerikanskt garagerockband bildat i Twin Cities, Minnesota 1965. Medlemmar i the Castaways var Bob Folshsow (gitarr), Roy Hensley (gitarr), Jim Donna (keyboards), Dick Roby (basgitarr), och Danny Craswell (trummor). Gruppen släppte 1965 den drygt 2 minuter långa singeln "Liar, Liar" som gick upp på billboardlistans tolfte plats. Det är gitarristen Robert Folschow som sjunger i falsett i låten. De lyckades aldrig få någon mer hit.
Originalmedlemmarna i bandet var Jim Donna på keyboard, Robert Folschow och Dick Roby på gitarr, Roy Hensley på basgitarr (avliden 2005), samt Dennis Craswell på trummor.

## Diskografi (urval)
Album
- Liar, Liar - The Best Of The Castaways (1999) (samlingsalbum)
- Forever Summer (2004)
- Generation Six (2006)

Singlar
- "Liar, Liar" / "Sam" (1965)
- "Goodbye Babe" / "A Mans Gotta Be a Man" (1965)
- "She's a Girl in Love" / "Why This Should Happen to Me" (1967)
- "I Feel So Fine" / "Hit the Road" (1967)
- "Walking in Different Circles" / "Just On High" (1968)
- "Lavendar Popcorn" / "What Kind of Face" (1968)